# Yves-Jean du Monceau de Bergendal

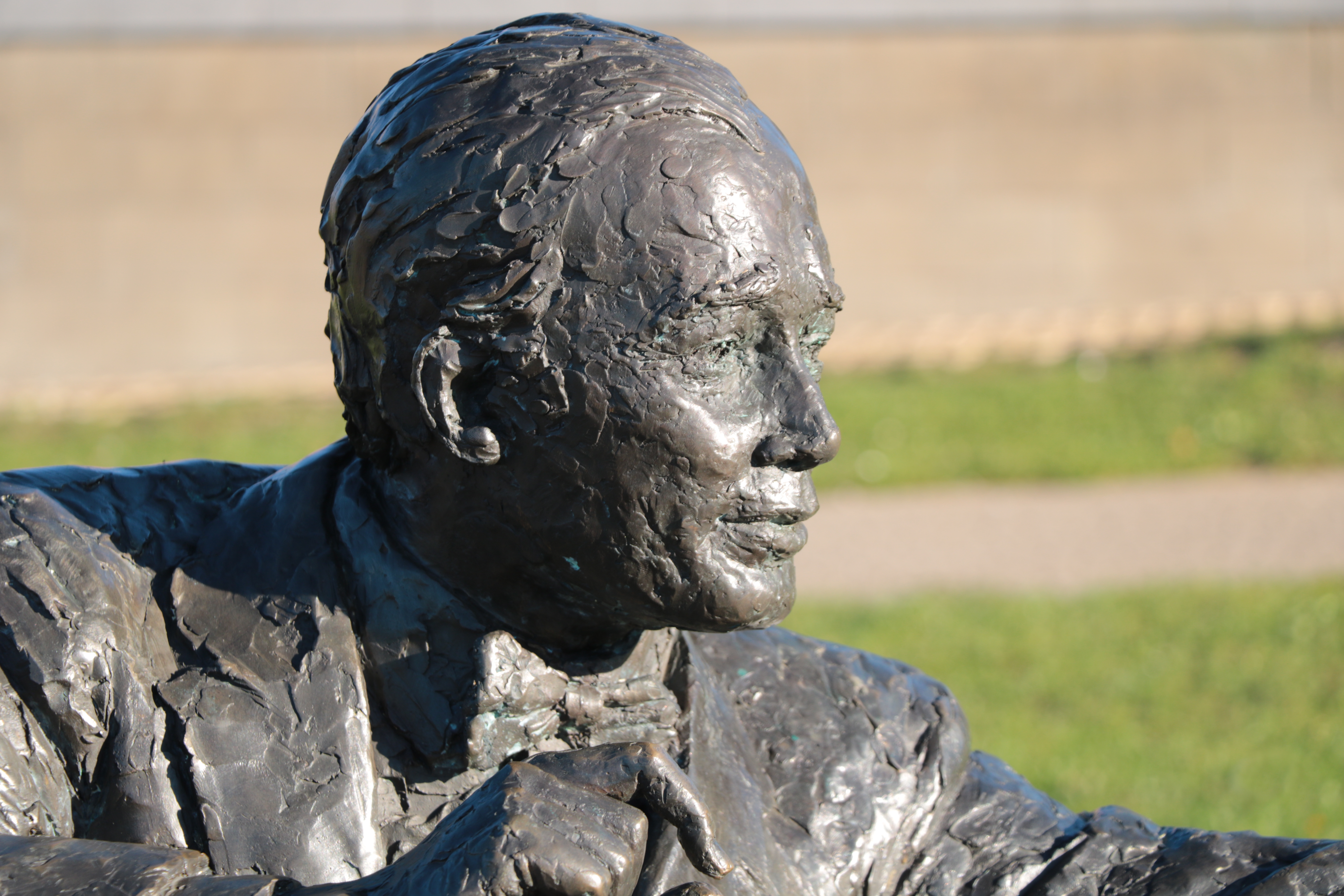
Yves-Jean Du Monceau de Bergendal

Yves-Jean Edmond Emile Marie Du Monceau de Bergendal (Ukkel, 23 oktober 1922 – Brussel, 27 juli 2013) was een Belgisch ondernemer en senator, volksvertegenwoordiger en burgemeester in Ottignies voor de PSC.

## Levensloop
Graaf Yves Du Monceau was de enige zoon van graaf Jean Du Monceau (1890-1966) en van Yvonne Crets. Hij trouwde met Raymonde Vaxelaire (1925), mede-erfgename van de winkelketen Au Bon Marché. Ze kregen twee zoons en twee dochters, waaronder Diego Du Monceau de Bergendal.
Hij had pas zijn humaniora beëindigd aan de abdijschool van Maredsous, of de Tweede Wereldoorlog deed hem op de vlucht slaan. Hij kwam terecht in Marokko en vertrok vandaar naar Londen. Hij behaalde een diploma aan de militaire academie Sandhurst en vervoegde het Belgisch leger. Hij nam deel aan de Bevrijding van België, als verbindingsofficier bij de Brigade Piron en bij het Canadese leger. Du Monceau kreeg verschillende onderscheidingen, onder meer de Belgische Grootofficier in de Leopoldsorde, Commandeur in de Orde van Leopold II en Ridder Commandeur in de Orde van het Britse Rijk. Hij werd ere-luitenant-kolonel bij de pantsertroepen.
Na een korte periode te hebben gewerkt in de Belgische multinational Sofina, werd hij als bedrijfsleider actief in de familieonderneming van zijn vrouw en werkte mee aan de ontwikkeling ervan in België en in Belgisch-Congo. Hij was ook mee verantwoordelijk voor de fusies met Innovation en Grand Bazar, tot aan de oprichting van de GIB Group, waarvan hij ondervoorzitter was.
In 1958 was hij adjunct commissaris-generaal voor het paviljoen van de Heilige Stoel op de Wereldtentoonstelling in Brussel.
Yves-Jean Du Monceau de Bergendal was ere-ambassadeur van Orde van Malta in de Democratische Republiek Congo en in Tsjechië en Groot-Kruis van de Magistrale Gratie van de Soevereine Orde van Malta.

## Politieke activiteiten
Du Monceau was ook politiek bedrijvig. Van 1952 tot 1994 was hij gemeenteraadslid van Ottignies en van 1959 tot 1989 was hij er burgemeester. Na de kwestie-Leuven Vlaams en de overheveling van de Franstalige afdeling van de Katholieke Universiteit Leuven naar Wallonië was hij een van de voornaamste initiatiefnemers tot de oprichting van de universiteitsstad Louvain-la-Neuve op het grondgebied van zijn gemeente, die de naam aannam van Ottignies-Louvain-la-Neuve en het predicaat 'stad' verkreeg. Hij werd daarmee beschouwd als een van de grondleggers van de Université Catholique de Louvain.
Ook was hij actief in de nationale politiek. Van 1971 tot 1974 en van 1977 tot 1978 zetelde hij in de Senaat als rechtstreeks gekozen senator voor het arrondissement Nijvel en daarna was hij van 1978 tot 1985 provinciaal senator voor Brabant. Van 1985 tot 1987 zetelde Du Monceau voor het arrondissement Nijvel in de Kamer van volksvertegenwoordigers. Door de toen bestaande dubbelmandaten was Du Monceau de Bergendal van 1971 tot 1974 en van 1977 tot 1980 ook in de Cultuurraad voor de Franse Cultuurgemeenschap en van 1980 tot 1981 en van 1985 tot 1987 lid van de Waalse Gewestraad en de Franse Gemeenschapsraad. Overtuigd van het bestaan van een Waals-Brabantse identiteit, was hij in 1973 een van de eerste parlementsleden die een wetsvoorstel indiende om de latere provincie Waals-Brabant op te richten.
Du Monceau beëindigde zijn politieke carrière als provincieraadslid van Brabant, een functie die hij bekleedde tot in 1994. Hij behoorde daarmee tot de laatste provincieraadsleden van deze provincie voor de splitsing ervan in Vlaams- en Waals-Brabant.